# Lelejola ashmeadi
Lelejola ashmeadi  (лат.) — вид ос-бетилид. Единственный вид рода Lelejola Gorbatovsky, 1998.

## Распространение
Дальний Восток: Приморский край.

## Описание
Длина тела 2,6—2,7 мм. Голова за глазами вытянутая, параллельносторонняя, слабо закруглённая сзади. Радиомедиальная ячейка отсутствует.

## Этимология
Род назван в честь российского гименоптеролога и специалиста по осам А. С. Лелея, а видовое название дано в честь американского энтомолога Уильяма Эшмида (William Harris Ashmead, 1855-1908).

## Систематика
Первоначально типовой вид рода Lelejola ashmeadi Gorbatovsky, 1995
был описан как Sierola ashmeadi Gorbatovsky, 1995 в составе рода Sierola Cam., 1881. В 1998 году выделен в самостоятельный род.